# Menta borda
La menta borda (Mentha suaveolens) és una herba perenne estolonífera, erecta i d'olor poc agradable. En català es coneix també per altres noms com herba-sana borda, mentastre, mendastre, menta de bou, menta de gat, alfàbrega de pastor, matapuça o matapuces.

## Ecologia

### Distribució mundial
Es troba al sud i oest d'Europa i àmpliament dispersa per la península Ibèrica.

### Hàbitat
És pròpia de terrenys humits tant àcids com bàsics. Habitualment es troba en jonqueres, herbassars humits de contrades mediterrànies i estatge montà.

## Descripció morfològica
És una planta perenne, amb la part inferior llenyosa. Les tiges de secció triangular poden fer de 40 a 100 cm. Té les fulles oposades, obtuses o poc agudes i de color verd pàl·lid, sèssils o amb pecíol molt curt; fan normalment de 3 a 4 cm i són tomentoses (amb pèls bastant ramificats) sobretot al revers, gruixudes i molt rugoses per la nervació netament reticulada; el marge de les fulles és dentat.
Les inflorescències fan entre 4 i 9 cm i estan formades per petites corol·les blanquinoses o blavenques, de pètals soldats per la base; aquestes són quasi actinomorfes (a diferència de la majoria de labiades), amb 4 lòbuls poc desiguals. Té el mateix nombre d'estams, és a dir 4.
La menta borda floreix a l'estiu, entre març i desembre.
L'arrel és axonomorfa.

## Accions farmacològiques

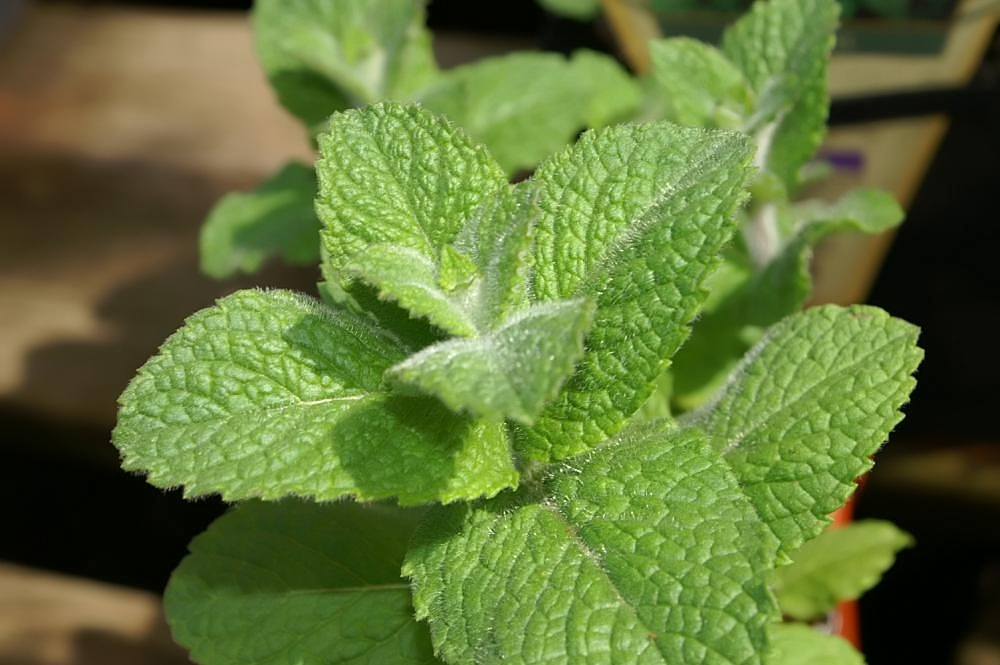
Detall de les fulles

- Analgèsica: la infusió s'empra per a tractar la febre i el mal de cap.
- Antisèptica
- Carminativa
- Digestiva

## Toxicitat
En dosis altes és tòxica i no la poden prendre les dones embarassades.